# جوش نونيز
جوش نونيز (بالإنجليزية: Josh Nunes)‏ هو لاعب كرة قدم أمريكية أمريكي، ولد في 22 أغسطس 1990 في آبلاند في الولايات المتحدة.